# Chimarra feria
Chimarra feria är en nattsländeart som beskrevs av Ross 1941. Chimarra feria ingår i släktet Chimarra och familjen stengömmenattsländor. Inga underarter finns listade i Catalogue of Life.